# Окулярник південний
Окулярник південний (Zosterops palpebrosus) — вид горобцеподібних птахів родини окулярникових (Zosteropidae). Мешкає переважно в Південній Азії.

## Опис
Довжина птаха становить 12 см. Верхня частина тіла жовтувато-оливкова, горло і гузка жовті, нижня частина тіла білувата. Навколо очей характерні білі кільця.

## Підвиди
Виділяють сім підвидів:
- Z. p. occidentis Ticehurst, 1927 — північно-східний Афганістан, Пакистан, північна і центральна Індія, західні Гімалаї[5][6];
- Z. p. palpebrosus (Temminck, 1824) — від південного Ірану через центральну Індію до південно-західного Сичуаню, Юньнаню і М'янми;
- Z. p. nilgiriensis Ticehurst, 1927 — південь Західних Гат;
- Z. p. salimalii Whistler, 1933 — південь Східних Гат[7][8];
- Z. p. egregius Madarász, 1911 — рівнини Індії, Шрі-Ланка і Лаккадівські острови[9];
- Z. p. siamensis Blyth, 1867 — від південної М'янми до північно-західного Індокитаю і північного В'єтнаму;
- Z. p. nicobaricus Blyth, 1845 — Андаманські і Нікобарські острови.

Китайські і малазійські окулярники раніше вважалися конспецифічними з південними окулярниками.

## Поширення і екологія
Південні окулярники живуть в тропічних рівнинних і гірських лісах, мангрових лісах, чагарникових заростях, парках садах і плантаціях на висоті до 4000 м над рівнем моря. В 1980-х роках південні окулярники були випадково інтродуковані до Каліфорнії, однак ця популяція була знищена.

## Поведінка
Південні окулярники харчуються комахами, плодами і нектаром. В позагніздовий період утворюють великі зграї. Сезон розмноження триває з лютого по вересень, з піком в квітні. Гніздо чашоподібне, робиться з лишайників. рослинних волокон і павутиння, підвішується в розвилці гілки. Гніздо будується впродовж 4 днів, 2 лакитнуватих яйця відкладаються з інтервалом в кілька днів. Інкубаційний період триває 10 днів, пташенята покриваються пір'ям на 10 день . І самці, і самиці доглядають за пташенятами. Спосерігалися випадки міжовидового годування.
Південні окулярники стають жертвами кажанів, зокрема Megaderma lyra і птахів, зокрема білогрудих альціонів. На південних окулярниках були знайдені паразити Haemoproteus і Dorisa.

## Галерея

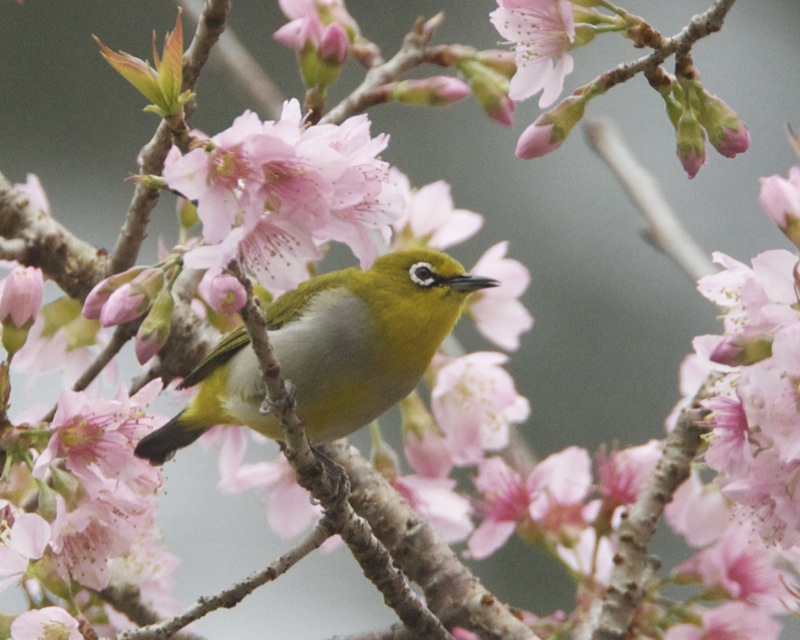
Південний окулярник на вишні Prunus cerasoides
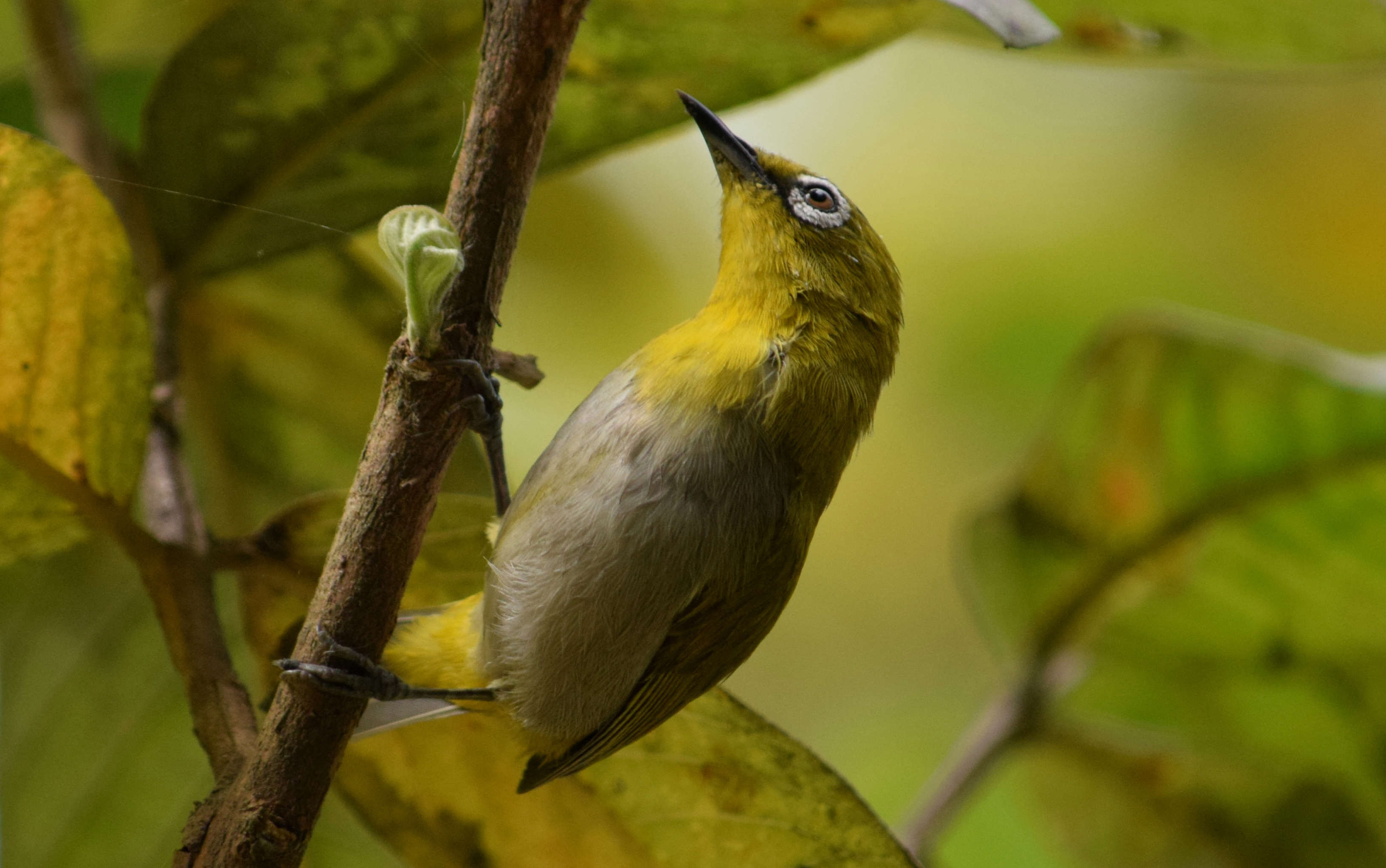
Південний окулярник (поблизу Колкати)
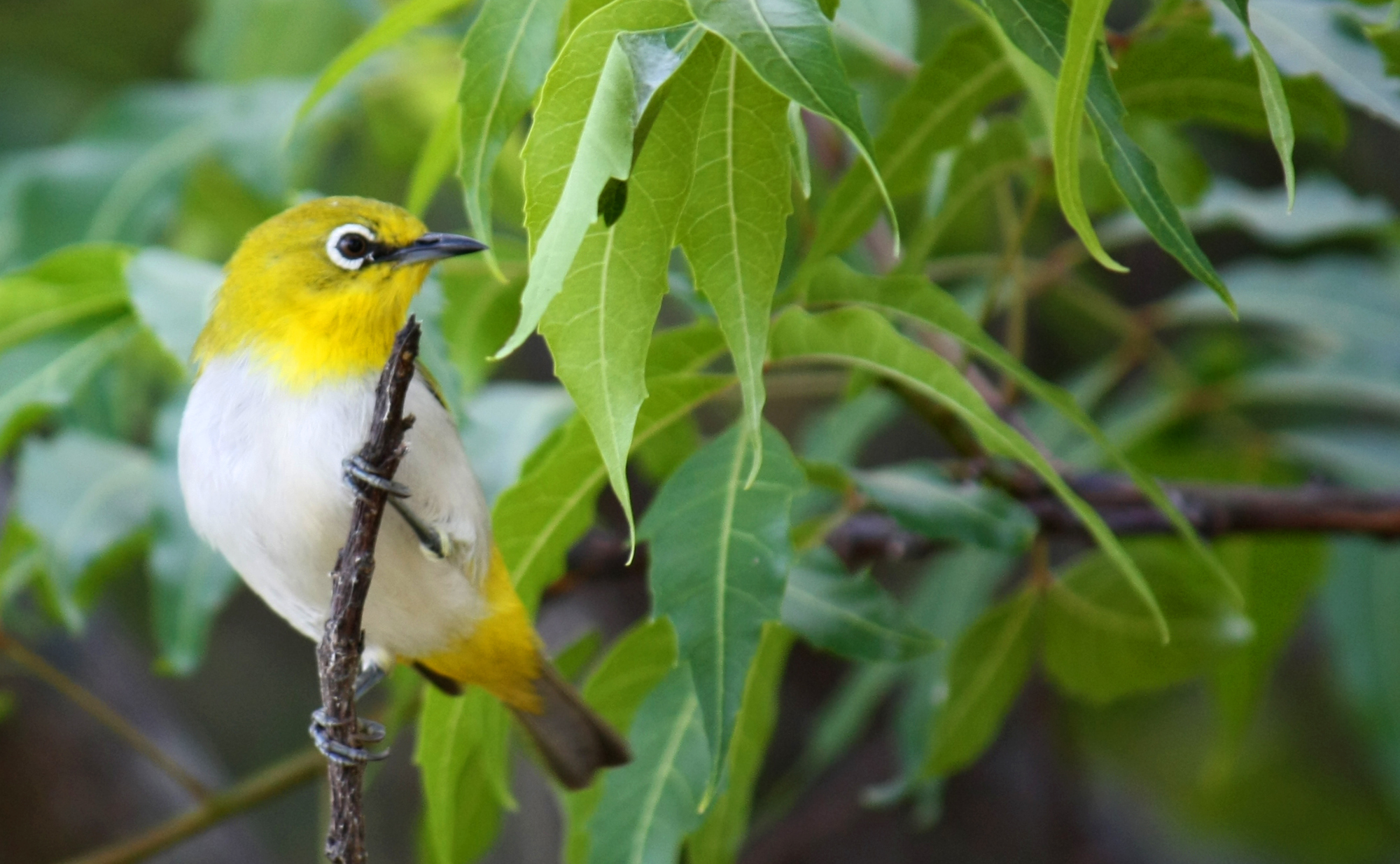
Південний окулярник